# Interpassivität
Interpassivität bezeichnet eine von Robert Pfaller und anderen ausgearbeitete Theorie aus dem Bereich der Kulturwissenschaft und der Psychoanalyse. Sie ist die Praxis, eigene Handlungen und Empfindungen an äußere Objekte, also Menschen oder Dinge zu delegieren. Die Theorie der Interpassivität bezieht sich hauptsächlich auf den Bereich der Lustempfindungen, weshalb Interpassivität auch als „delegiertes Genießen“ definiert werden kann.

## Delegiertes Genießen
Psychologisch ist Interpassivität eine subtile Form der Flucht vor dem eigenen Genießen. Anstatt selbst zu genießen, lässt der Interpassive andere für sich genießen. Obwohl er diese Auslagerung als Luststeigerung empfindet, flüchtet er vor seiner Lust. Pfaller grenzt die Interpassivität jedoch von der Askese ab, wenn er betont, dass Interpassivität nicht eine Verneinung des Genießens bedeutet, sondern nur seine Verschiebung auf Andere und damit eine andere Form des Genießens. Das Genießen des Anderen (der auch Lacans großer Anderer sein kann) ist gerade das, wodurch man selbst – nur eben passiv – genießt.
Hinter dem Wunsch nach Interpassivität steht die Angst, die die Konfrontation mit dem eigenen Genießen, der Jouissance im Sinne Jacques Lacans, verursacht. Das Subjekt wehrt die Verunsicherung ab, die mit intensiven Gefühlsregungen einhergeht, und begnügt sich mit der passiven, delegierten Form des Empfindens, die es vor echter Anteilnahme schützt. Die traumatische Präsenz realer Gefühle wird abgewehrt und durch die distanzierende Vermittlung durch den Anderen ersetzt. Als neurotische Stabilisierung der eigenen Identität und als Ersatzhandlung hat die Interpassivität Züge der Zwangshandlung und der Perversion im Sinne der Psychoanalyse.

## Interpassivität als kulturelles Phänomen
Interpassivität besitzt jedoch auch eine überindividuelle, soziale, kulturelle Dimension. So analysieren die Autoren in dem von Pfaller herausgegebenen Band Interpassivität. Studien über delegiertes Genießen (2000) zahlreiche sozial verbreitete Verhaltensmuster als Formen der Interpassivität, die insofern keine pathologische Abweichung von der Normalität darstellt, sondern als „normales“ Verhalten akzeptiert ist. Auch stellt die Gesellschaft selbst zahlreiche Angebote für interpassives Delegieren bereit, etwa in Form bestimmter Konsumartikel, massenmedialer Inszenierungen und Rituale (siehe Beispiele unten). Interpassivität ist ein reziproker Prozess, der eine Wechselwirkung zwischen Individuum und Gesellschaft beschreibt. Die Debatte um soziale/sozialwissenschaftliche Dimensionen und politische Implikationen des Interpassivitätskonzepts wird in dem 2011 erschienenen Band Wir sind nie aktiv gewesen. Interpassivität zwischen Kunst- und Gesellschaftskritik (hrsg. v. Robert Feustel, Nico Koppo und Hagen Schölzel) erneut aufgenommen und ausgeweitet.

## Das Subjekt, dem Glauben unterstellt wird
Pfaller betont noch einen weiteren, ideologischen Aspekt der Interpassivität: Man glaubt als rationaler, vernünftiger Mensch nicht an den Erfolg der interpassiven Delegation, sondern geht stets von der Existenz eines fiktiven Publikums aus. Dieses Publikum, das die Funktion eines „naiven Beobachters“ der eigenen Interpassivität einnimmt, braucht real nicht zu existieren. Es ist, mit Lacan gesprochen, ein „Subjekt, dem Glauben unterstellt wird“. Es „glaubt“ an die Inszenierung des Interpassiven, wodurch diese erst funktionieren kann und sinnvoll wird. Diese Funktion wird dadurch ermöglicht, dass der naive Beobachter, anders etwa als das freudsche Über-Ich, nicht die geheimen Regungen der interpassiven Person, sondern nur die täuschende Oberfläche seiner Inszenierung sieht. Pfaller unterstreicht seine These durch das Beispiel der Darstellung einer toten Person auf einer Theaterbühne. Wenn diese Person niesen muss, erfolgt üblicherweise allgemeines Gelächter. Aber warum? Sowohl die übrigen Darsteller als auch das Publikum wissen, dass die Person in Wirklichkeit nicht tot ist. Die Freude lässt sich, so Pfaller, dadurch erklären, dass durch den Fauxpas bewusst werde, dass durch die Theaterinszenierung nicht so sehr die realen Zuschauer getäuscht wurden, sondern vor allem der fiktive naive Beobachter. Dieser (dem Bereich der Magie und des Aberglaubens angehörende) Glaube ermöglicht den ästhetischen Genuss der Fiktion überhaupt erst. Gelacht wird also nicht über die eigene Ent-Täuschung, sondern über die des naiven Beobachters.

## Beispiele
- Der Sportzuschauer erfreut sich an Leistungen anderer, und in der Kochsendung kochen andere zum Vergnügen des Zuschauers.[1]

- Tibetische Gebetsmühlen ersetzen das eigene Beten.[2]
- Ein geläufiges Beispiel aus der Alltagskultur ist die Lachkonserve („canned laughter“) in Sitcoms, die an unserer Stelle lacht und uns so die „Mühe“ des eigenen Lachens erspart. Wir fühlen uns so befreit, als wäre das Lachen unser eigenes gewesen.[3]
- Jacques Lacan sieht den Chor in der griechischen Tragödie als stellvertretende Instanz, welche die Emotionen des Zuschauers artikuliert und ihm diese abnimmt.[4]
- Slavoj Žižek illustriert Interpassivität an Lacans Figur des „Subjekts, dem Glauben unterstellt wird“. Er erläutert dies an einem Beispiel aus der stalinistischen Diktatur: Als der hochrangige sowjetische Politiker Lawrenti Beria 1954 starb und bald darauf als Verräter und Spion geächtet wurde, gab es in der Großen Sowjetischen Enzyklopädie einen lobpreisenden Artikel über ihn. Der Verlag der Enzyklopädie schrieb deshalb alle Empfänger an und forderte sie auf, die Seiten über Beria auszuschneiden und an den Verlag zurückzuschicken. Im Austausch für die fehlenden Seiten bekamen sie einen Artikel über die Beringstraße zugeschickt. Wenn aber alle von der Fälschung wussten, da sie ja an ihr beteiligt waren, wozu oder für wen wurde sie dann noch verschleiert? „Die einzige Antwort lautet selbstverständlich: für das nichtexistente Subjekt, dem Glauben unterstellt wird“, antwortet Žižek. Dieses fiktive Subjekt, das nach Žižek grundlegender Bestandteil jeder ideologischen Identifikation ist, glaubt sozusagen an unserer Stelle.[5]
- Fremdscham „Ich schäme mich für jemanden, d. h. an Stelle jemandes.“[6] Hier wird das Diskretionsgebot der Scham missachtet, die Menschen tragen die Fremdscham wie eine teure Handtasche vor sich her und schlagen einen Distinktionsgewinn für sich heraus.[7]